# Мардер I
Мардер I је био немачки ловац на тенкове из Другог светског рата, који је био наоружан противтенковским топом калибра 75 mm. Као основа за израду овог ловца на тенкове послужила је шасија француског артиљеријског трактора и оклопног транспортера Лорен 37Л (Tracterur Blinde 37L Lorraine), који је заробљен у великом броју након пада Француске 1940. год.

## Историја
Већ на самом почетку Операције Барбароса, постало је јасно да је Вермахту потребно много покретније и моћније противтенковско оруђе у односу на постојеће противтенковске топове и ловце на тенкове као што је био Панцерјагер I. Ова потреба је постала нарочито изражена крајем 1941. године када су добро оклопљени совјетски тенкови Т-34 и КВ-1, почели да се у већем броју појављују на ратишту.
Као прелазно решење одлучено је да се шасије застарелог тенка Панцер II као и шасије заробљених возила као што је био француски артиљеријски трактор Лорен искористе како би се направили ловци на тенкове. Као резултат настала је серија ловаца на тенкове под називом Мардер, која је била наоружана немачки противтенковским топом ПаК 40 калибра 75 mm или совјетским дивизијским пољским противтенковским топом Ф-22 Модел 1936, калибра 76.2 mm који је заробљен у великом броју.

## Развој
Мардер I је направљен у мају 1942. године и био је наоружан противтенковским топом ПаК 40 калибра 75 mm, монтираним на шасији француског артиљеријског трактора Лорен. Првобитна оклопљена надградња у којој је била смештена посада је уклоњена како би топ био постављен на саму шасију. Око њега је направљено ново оклопљено одељење за посаду које је са горње и задње стране било отворено. Оклопљена надградња пружала је заштиту поади од зрна испаљених из ручног ватреног оружја. 
Између јула и августа 1942. године направљено је 170 возила Мардер I на шасији Лорен. Неколико других француских тенкова, као што су Хочкис H-39 и ФЦМ 36 је такође послужило као основа за израду овог ловца на тенкове али су ове верзије направљене само у малим серијама.

## Борбена употреба
Први ловци на текове Мардер I на шасији Лорен послати су на Источни фронт 1942. године како би били распоређени у јединице за лов на тенкове у саставу пешадијских дивизија. 